# Haynes (Arkansas)
Haynes – miasto w Stanach Zjednoczonych, w stanie Arkansas, w hrabstwie Lee.